# パーディシャー (ジャライル部)
パーディシャー（モンゴル語: Pādišāh、ペルシア語: پادشاه、? - 1332年）は、14世紀に大元ウルスに仕えたチャアト・ジャライル部出身の政治家。
『元史』などの漢文史料では伯答沙(bǎidāshā)と表記される。純然たるモンゴル人であるが、名前はペルシア語で「帝王」を意味する単語パーディシャー(پادشاه)に由来する。

## 概要

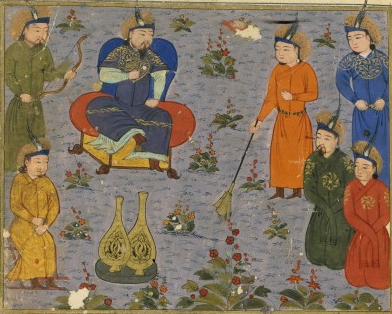
祖父のモンケセルを描いたミニアチュール（『集史』「モンケ・カアン紀」パリ写本）

パーディシャーはジャライル部族の中でも最も有力であったチャアト氏の出で、第4代皇帝モンケの治世に筆頭御家人として絶大な権勢を振るったモンケセルの孫にあたる。パーディシャーは幼い頃からケシクテイ（親衛隊）のバウルチとなり、オルジェイトゥ・カアン（成宗テムル）及びクルク・カアン（武宗カイシャン）に仕えて同知宣徽院事・宣徽院使・中書左丞相を歴任した。
クルク・カアンが亡くなるとその遺骸を北方モンゴリアの起輦谷にて3年守り、その後朝廷に戻るとブヤント・カアン（仁宗アユルバルワダ）に重用され、延祐2年（1315年）には中書省の再考職たる中書右丞相に任ぜられた。しかし、ブヤント・カアンが亡くなりゲゲーン・カアン（英宗シデバラ）と皇太后ダギの信任を得たテムデルが中書右丞相に抜擢され、パーディシャーは集賢院の大学士とされた。その後間もなく、パーディシャーはジャルグチとして北方モンゴリアに派遣されたが、公正な統治を行ったためモンゴリアの人民は安堵したという。
南坡の変によってゲゲーン・カアンが暗殺され、イェスン・テムル・カアンが即位すると、パーディシャーは再び朝廷に呼び戻されて太保号を与えられた。イェスン・テムル・カアンの死後、その遺児のアリギバを推す上都派とカイシャンの遺児のトク・テムルを推す大都派との間で天暦の内乱が勃発した。この時パーディシャーは上都派についたが、上都派の敗北後玉璽を持参して降伏したたため、トク・テムルに許されてジャルグチのままとされた。その後、至順3年（1332年）に亡くなった。
パーディシャーは清廉な人柄から「長者」と称されており、死後もほとんど財産を残さなかったという。パーディシャーには馬馬的斤、潑皮、バラン（八郎）という息子がおり、バランは後に父の地位を継いでジャルグチとなった。

## チャアト・ジャライル部チラウン・カイチ家
- チラウン・カイチ（Čila'un Qayiči ＞赤老温愷赤/chìlǎowēn kǎichì）
  - トゲ（Tüge ＞禿格/tūgé）
    - ブギデイ（Bügidei ＞不吉歹/bùjídǎi）

  - カシ（Qaši ＞合失/héshī）
  - チョア（Čo'a ＞搠阿/shuòā）
    - ノカイ（Noqai ＞那海/nàhǎi）
      - 大断事官モンケセル（Möngkeser ＞忙哥撒児/mánggēsāér,منكاسار/Munkāsār）
        - 万人隊長トゴン（Toγon ＞脱歓/tuōhuān）
        - ドルジ（Dorǰi ＞脱児赤/tuōérchì）
          - メンリ・テムル（Mengli Temür ＞明礼帖木児/mínglǐ tièmùér）

        - エセン・テムル（Esen Temür ＞也先帖木児/yĕxiān tièmùér）
          - ハルガスン（Qarγasun ＞哈剌合孫/hālàhésūn）

        - テムル・ブカ（Temür buqa ＞帖木児不花/tièmùér bùhuā）
          - 中書右丞相パーディシャー（Pādišāh ＞伯答沙/bǎidāshā）

        - ヒンドゥクル（Hinduqur ＞hindūqūr/هندقور）